# سرسنا
قرية سرسنا هي إحدى القرى التابعة لمركز طامية في محافظة الفيوم في جمهورية مصر العربية. حسب إحصاءات سنة 2006، بلغ إجمالي السكان في سرسنا 11882 نسمة، منهم 6230 رجل و5652 امرأة.